# 313892 Furnish
313892 Furnish è un asteroide della fascia principale. Scoperto nel 2004, presenta un'orbita caratterizzata da un semiasse maggiore pari a 2,6138032 au e da un'eccentricità di 0,2258768, inclinata di 13,20666° rispetto all'eclittica.